# 河本邦弘
河本 邦弘（かわもと くにひろ、1975年9月1日 - ）は、日本の男性声優、ナレーター。山口県屋代島（周防大島町）出身。81プロデュース所属。

## 人物
18歳の時に、声優になるために上京。
声種はバリトン。
ナレーション、吹き替え、アニメ、ゲームなどで活躍している。
自身がナレーターを担当している『吉田類の酒場放浪記』の「居酒屋 政」（2013年7月1日放送「＃550 大畠（山口県）」）で屋代島（周防大島町）在住の両親が出演した。河本はロケ地を含め、収録まで内容を伝えられていなかったため驚いていたことを翌日のブログで綴っている。
『北斗の拳』のケンシロウをゲームやパチンコ・パチスロで演じている。
2013年7月6日から犬を飼い始め、それを息子と呼んでいる。
趣味・特技は日本舞踊。

## 出演
太字はメインキャラクター。

### テレビアニメ
2001年
- だぁ!だぁ!だぁ!（作業員B）
- 花右京メイド隊 La Verite（部下A）
- パラッパラッパー（おじさん）

2002年
- プリンセスチュチュ（るうの父）
- ロックマンエグゼ（2002年 - 2005年、ぺんしろう、鉄工所所長）- 2シリーズ
- わがまま☆フェアリー ミルモでポン!（2002年 - 2005年、教師 / 担任、兵士B、モグル、沖田時夫） - 2シリーズ

2003年
- アソボット戦記五九（主審）
- AVENGER（市民、黒服ドール）
- おもいっきり科学アドベンチャー そーなんだ!（人々、ペポ族）
- カスミン（カルロス）
- コロッケ!（バンカーB）
- 絶体絶命でんぢゃらすじーさん（6階建てマン、植物生物、ハゲタカ、口人間、ツボイさん、柵番長、モンスター）
- 超ロボット生命体トランスフォーマー マイクロン伝説（デストロン兵）
- とっとこハム太郎（武司）
- .hack//黄昏の腕輪伝説（戦う骨、道具屋）
- なるたる（警官）
- NARUTO -ナルト-（コマザ、剣ミスミ〈初代〉）
- 冒険遊記プラスターワールド（村人C）
- らいむいろ戦奇譚 〜明治日本、乙女 防人ス。〜（水兵、店主、兵士A、見張り兵）

2004年
- アガサ・クリスティーの名探偵ポワロとマープル（市民B）
- 今日からマ王!（2004年 - 2005年、兵士、幹部、村人）
- 恋風（踊るオヤジ、教師、施主、不動産屋）
- 最遊記RELOAD GUNLOCK（村人、妖怪）
- 魁!!クロマティ高校（ワルB）
- ゾイドフューザーズ（手下A）
- 爆裂天使（オペレーター）
- ふたりはプリキュア（光の園の住人）
- マシュマロ通信（AD、男子）
- MADLAX（兵士）
- MAJOR シリーズ（2004年 - 2010年、バルデス、モーガン、フィルキンス 他） - 4シリーズ
- ローゼンメイデン（宅配便）

2005年
- ああっ女神さまっ（2005年 - 2006年、男性客、倉庫の社長、園長） - 2シリーズ
- 学園アリス（レオの部下B）
- かみちゅ!（ニュースキャスター）
- 強殖装甲ガイバー（ムメルゼー、ザンクルス、白井博士）
- 銀牙伝説WEED（周作、ストーン）
- 銀盤カレイドスコープ（上田）
- ケロロ軍曹（2005年 - 2009年、大屋、黒電話捜査官66）
- 地獄少女（2005年 - 2007年、恵比寿先生、ピエロ、あいの父、教頭、豊住P、伊達、嘉平、蓮江保晴） - 2シリーズ
- 絶対少年（店長）
- ゾイドジェネシス（村人4）
- ツバサ・クロニクル（おやじさん）
- BUZZER BEATER（グッピー）
- MÄR-メルヘヴン-（男子生徒、盗賊、ベン、トト、ランプの精、ボルス、村人、門番、市民 他）
- モンキーターン（選手）

2006年
- 韋駄天翔（たすく）
- イノセント・ヴィーナス（研究員、士官、兵士、若者達）
- ガラスの仮面（2005年版）（大沢社長）
- きらりん☆レボリューション（2006年 - 2008年、司会者、ボスアデリーペンギン） - 2シリーズ
- 銀魂（2006年 - 2015年、医師） - 2シリーズ
- 交響詩篇エウレカセブン（客A、監視兵C）
- ぜんまいざむらい（泣き濡れ戦士 他）
- 009-1（エージェント）
- ときめきメモリアル Only Love（教頭先生）
- NIGHT HEAD GENESIS（只野圭一、天元久雄 他）
- 武装錬金（生徒）
- 護くんに女神の祝福を!（2006年 - 2007年、男子生徒、教師、運転手、男）
- 流星のロックマン（警官、オペレーター 他）
- ワンワンセレプー それゆけ!徹之進（サスケ / ブライ、スワン、鬼塚道真、見張りザル）

2007年
- ウエルベールの物語 〜Sisters of Wellber〜（ゾーイ）
- 逆境無頼カイジ（2007年 - 2011年、黒服、岡林の仲間2、1番、6番、藤野、11番、村上 他） - 2シリーズ
- CLAYMORE（大聖堂の妖魔、村人E、盗賊C）
- 彩雲国物語（黄葉）
- シャイニング・ティアーズ・クロス・ウィンド（コウリュウ、ゴード）
- 地球へ…（ハロルド・ベイ、教授 他）
- トレジャーガウスト（カイザーヴァンキュラー）
- BACCANO! -バッカーノ!-（ニック、年配の車掌）
- ハヤテのごとく!（アナウンサー）
- バンブーブレード（教頭先生）

2008年
- ゴルゴ13（ボブ）
- 絶対可憐チルドレン（ボディースーツの男）
- 全力ウサギ（子分）
- 逮捕しちゃうぞ フルスロットル（犯人）
- D.Gray-man（モモ）
- テレパシー少女 蘭（郎子）
- 図書館戦争（麦秋会リーダー）
- 夏目友人帳（2008年 - 2012年、長耳の妖怪、閻魔顔、小妖怪、壷に封じられた猿面、黒衣 他） - 3シリーズ
- ぷるるんっ!しずくちゃん あはっ☆（ブラッディー先生のパパ）

2009年
- クプ〜!!まめゴマ!（お父さん、ダイゴロウくん、黒服C）
- 黒神 The Animation（九条）

2010年
- NARUTO -ナルト- 疾風伝（2010年 - 2012年、オモイ、仮面の忍、忍、ヒムシ）

2011年
- カードファイト!! ヴァンガード（剣道画堂）

2012年
- イクシオン サーガ DT（セバスチャン）
- 坂道のアポロン（千太郎の父）
- 戦国コレクション（ナレーション）
- ラストエグザイル-銀翼のファム-（グラキエス長老A）

2013年
- NARUTO -ナルト- SD ロック・リーの青春フルパワー忍伝（オモイ）

2015年
- デュラララ!!×2 承（福見）
- フューチャーカード バディファイト（ディミオスソード・ドラゴン） - 2シリーズ
- 夜ノヤッターマン（ヤッター兵隊長、アナウンス）

2016年
- ジョーカー・ゲーム（オットー・フランク〈3番の男〉）
- なめこ〜せかいのともだち〜（2016年 - 2017年、なめこ先輩）

2017年
- アイドル事変（殿村、大隈）

2018年
- ゆるキャン△（2018年 - 2021年、大町先生） - 2シリーズ
- メガロボクス（エンジニア）
- LOST SONG（トロ、民衆）
- イナズマイレブン アレスの天秤（2018年 - 2019年、スポンサーアナウンス、パンビエッタ・スコーリオ） - 2シリーズ
- レイトン ミステリー探偵社 〜カトリーのナゾトキファイル〜（ライアン・バーンズ、部下）
- INGRESS THE ANIMATION（黒犀、ヒューロン特殊部隊、アズマティ族、コラボレーターズ幹部）

2020年
- ドロヘドロ（田辺）
- へやキャン△（秘密結社テーブルクロス、大町先生）
- BORUTO-ボルト- NARUTO NEXT GENERATIONS（オモイ）

2021年
- バック・アロウ（バーク・リーン）
- MUTEKING THE Dancing HERO（店員）

2022年
- うたわれるもの 二人の白皇（宰相）

2023年
- デュエル・マスターズ WIN（桜本健三）
- 邪神ちゃんドロップキック【世紀末編】（ケンシロウ）

2024年
- 僕の妻は感情がない（ジョン）

### 劇場アニメ
2005年
- 劇場版ポケットモンスター アドバンスジェネレーション ミュウと波導の勇者 ルカリオ（レジアイス）

2007年
- 真救世主伝説 北斗の拳 ラオウ伝 激闘の章（ラオウ〈少年〉）

2008年
- 劇場版MAJOR メジャー 友情の一球（横浜時代の担任）

2010年
- こわれかけのオルゴール（八百屋店主）
- ルー=ガルー（橡兜次）

2011年
- 劇場版 NARUTO -ナルト-（オモイ） - 2作品

2016年
- なぜ生きる 蓮如上人と吉崎炎上（半兵衛）

2019年
- きみと、波にのれたら（中隊長）

2020年
- BURN THE WITCH（メガネ男、ティム）

### OVA
2001年
- エイリアン9（安井）

2003年
- あの山に登ろうよ（だましの岩A）

2004年
- トランスフォーマー ロボットマスターズ（スタースクリーム、スモークスナイパー）

2006年
- マリア様がみてる 3rdシーズン（校長先生）
- 千年の約束（市役所の男性） - 国税庁企画 ビデオアニメ

2007年
- コルボッコロ（満福）
- 最遊記RELOAD -burial-（史進、僧侶）
- MURDER PRINCESS（住人、国民）

2008年
- やなせたかしメルヘン劇場 タコラのピアノ（ピアニスト）
- やなせたかしメルヘン劇場 さよならジャンボ（チン）

### Webアニメ
- THE KING OF FIGHTERS:DESTINY（2017年、キム・カッファン）
- 爆丸ジオガンライジング（2021年 - 2022年、スパーティリオン、オーラトア[15]）

### ゲーム
2003年
- グローランサーIV（アキエル）
- 大正もののけ異聞録（加是）

2004年
- コロッケ!4 バンクの森の守護神（ダシマキ、サラミ兵）
- コロッケ!Great 時空の冒険者（エビチリ、マルゲリータ）
- 北斗の拳 シリーズ（2004年 - 2023年、ケンシロウ） - 4作品
- シャドウハーツII（三猿衆・飛燕）
- 幕末恋華 新選組（篠原泰之進）

2005年
- イリスのアトリエ エターナルマナ2（マックス）
- コロッケ!DS 天空の勇者たち（マルゲリータ）
- シャドウハーツ・フロム・ザ・ニューワールド（ジョニー・ガーランド）
- ゾイドタクティクス（トミー・パリス）
- ファンタスティックフォーチュン2☆☆☆（アーク父 他）

2006年
- イリスのアトリエ グランファンタズム（クロウリー）
- .hack//G.U. - 2作品

2007年
- エルヴァンディアストーリー（タイロン）
- 幕末恋華 花柳剣士伝（篠原泰之進）

2009年
- ジャック×ダクスター 〜エルフとイタチの大冒険〜（バーター、ダークダクスター）

2010年
- スプリンターセル コンヴィクション（エージェント・アーチャー）
- burst error -EVE The 1st.-（孔雲樵）

2011年
- ガチンコヒーローズ（ダークダクスター）

2012年
- ディズニー エピックミッキー2:二つの力（オズワルド・ザ・ラッキー・ラビット）

2013年
- スライ・クーパー コレクション（ナレーション）

2016年
- ベルセルク無双（ワイアルド）

2017年
- クイズRPG 魔法使いと黒猫のウィズ（ケンシロウ）
- レイヤードストーリーズ ゼロ（コタロー）

2018年
- グランブルーファンタジー（ダンタリオン）
- THE KING OF FIGHTERS ALLSTAR（キム・カッファン）

2019年
- キングダム ハーツIII（ゴーファー）

2020年
- ブリガンダイン ルーナジア戦記（ウミマル）
- 共闘ことばRPG コトダマン（ケンシロウ）

2021年
- BALAN WONDERWORLD（カル・スレッシュ）

2023年
- THE KING OF FIGHTERS XV（キム・カッファン） - DLC追加キャラクター

### ドラマCD
- Weiß kreuz Wish A Dream Collection IV FIRST MISSION（2001年、刺客）
- バイトでウィザード（2004年、中島康男）
- THE IDOLM@STER CINDERELLA GIRLS WONDERFUL M@GIC!! SPECIALドラマCD（2014年、スタッフ）

### 吹き替え

#### 映画
- アイ・アム・レジェンド（隊長）※ソフト版
- 愛の神、エロス
- アサルト13 要塞警察 ※テレビ朝日版
- アナザー プラネット（ジェフリー）
- イップ・マン 序章（ラム）
- ウォール街（カール・フォックス〈マーティン・シーン〉）※テレビ朝日版WOWOW追加収録部分
- ウッドローン（ハンク〈ショーン・アスティン〉、ポール・ブライアント〈ジョン・ヴォイト〉）
- エイリアン:ロムルス[18]
- 銀河ヒッチハイク・ガイド
- キングコング:髑髏島の巨神（グレン・ミルズ〈ジェイソン・ミッチェル〉[19]）
- 哭声/コクソン（ソンボク）
- COP CAR/コップ・カー（トランクの中の男〈シェー・ウィガム〉 ）
- THE BATMAN-ザ・バットマン-[20]
- サハラ 死の砂漠を脱出せよ
- 幸せはシャンソニア劇場から（ミルー〈クロヴィス・コルニアック〉）
- ジョーカー（芸人[21]）
- スーパーマン（スーパーマンロボ4号[22]）
- スコーピオン・キング ※日本テレビ版
- ステップ・アップ3（ジェイコブ）
- スノー・バディーズ 小さな5匹の大冒険
- Smile スマイル（ジョエル〈カイル・ガルナー〉）
- ゼロ・グラビティ（シャリフ）
- ソーシャル・ネットワーク（アルベール〈ジェームズ・シャンクリン〉）
- タイタンの戦い（クスク〈モウラウド・アシュール〉）※劇場公開版
- ダンボ（アイヴァン〈ミゲル・ムニョス・セグラ〉）
- 沈黙の包囲網 アジアン・コネクション（ニラン〈サハジャック・ブーンタナキット〉）
- DCエクステンデッド・ユニバース
  - スーサイド・スクワッド（グリッグス〈アイク・バリンホルツ〉）
  - ジャスティス・リーグ（泥棒〈ホルト・マッキャラニー〉[23]）
  - アクアマン（スティーブン・シン博士〈ランドール・パーク〉[24]）
  - ハーレイ・クインの華麗なる覚醒 BIRDS OF PREY（巡査1）
  - ワンダーウーマン 1984（技術兵長）
  - ブラックアダム（[25]）
  - ザ・フラッシュ（弁護士[26]）
  - アクアマン/失われた王国（スティーブン・シン博士〈ランドール・パーク〉[27]）
- 天才チンパンジー・ジャック スケートボードに挑戦（ボブ・バーンクイスト）
- トータル・リコール（ツァオ）
- ドラゴン・タトゥーの女（ハンス=エリック・ヴェネンストレム〈ウルフ・フリベリ〉）
- トランス（リズ）
- トランスフォーマー/最後の騎士王（英国首相〈マーク・デクスター〉）
- 運び屋（トレビノ捜査官〈マイケル・ペーニャ〉[28]）※BSテレ東版
- バンブルビー（ロン〈スティーヴン・シュナイダー〉[29]）
- ビートルジュース ビートルジュース（チャールズ[30]）
- ビッグ・バグズ・パニック（ヒューゴ）
- ブラックホーク・ダウン ※テレビ版
- フリーダ（レオン・トロツキー〈ジェフリー・ラッシュ〉）※Netfix版
- ヘンリー・アンド・ザ・ファミリー（ベネット）
- 抱擁のかけら（ライ・X）
- ホビット 竜に奪われた王国（アルフリド〈ライアン・ゲイジ〉）
- ホビット 決戦のゆくえ（アルフリド〈ライアン・ゲイジ〉[31]）
- マーベル・シネマティック・ユニバース
  - アントマン（醜悪ウサギ）
  - アベンジャーズ/インフィニティ・ウォー（アスガルドの民[32]）
  - エターナルズ（TV音声男[33]）
  - アントマン&ワスプ:クアントマニア（ジョギング男[34]）
  - キャプテン・アメリカ:ブレイブ・ニュー・ワールド（補佐官B[35]）
- マッドマックス 怒りのデス・ロード（モーゾフ〈クリス・パットン〉）※劇場公開版
- ミッション:インポッシブル/デッドレコニング PART ONE（デンリンガー〈ケイリー・エルウィス〉[36]）
  - ミッション:インポッシブル/ファイナル・レコニング[37]
- みんな私に恋をする
- 容疑者
- ラストスタンド（フィル・ヘイズ捜査官〈ダニエル・ヘニー〉）
- ラッキー・ガール
- ランボー ラスト・ブラッド（マヌエル〈ホアキン・コシオ〉[38]）※BSテレ東版
- リズム・セクション（キース監督官〈ラザ・ジャフリー〉[39]）
- ルパン（デティグ枢機卿〈フィリップ・ルメール〉）
- REDリターンズ（ウェイド〈ミッチェル・マレン〉）

#### ドラマ
- 救命医ハンク セレブ診療ファイル
- ザ・パシフィック（ラルフ・ブリッグズ軍曹）
- CSI:ニューヨーク7
- スポットライト（イ・チュンギ〈イム・スンデ〉）
- 天才学級アント・ファーム
- PERSON of INTEREST 犯罪予知ユニット（スカーフェイス〈デヴィッド・ヴァルシン〉）
- ハウス・オブ・カード 野望の階段（ダグラス・スタンパー〈マイケル・ケリー〉）
- パワーレンジャー・ロスト・ギャラクシー（コルビー）
- 100日の郎君様（クドル〈キム・ギドゥ〉[40]）
- ボディ・オブ・プルーフ2 死体の証言（デーヴ・スタックハウス）
- ホワイトチャペル2 終わりなき殺意
- マーベル・シネマティック・ユニバース
  - ファルコン&ウィンター・ソルジャー
  - ムーンナイト（J.B.）
  - ミズ・マーベル（クリアリー）
- マスケティアーズ パリの四銃士（ルイ13世〈ライアン・ゲイジ〉）
- マルコ・ポーロ 東方見聞録（ペドロ）
- リベンジ（デヴィッド・クラーク）

#### アニメ
- アトミック・ベティ（ミニマス、小悪魔ベビー、カイル）
- ガーフィールド・ショー（ハリー）
- きかんしゃトーマス（ロッキー、ダート、パクストン、コナー、トード、スリップコーチ（3号車）、ノーマン〈2代目〉、スタフォード〈代役〉、アクセル、アイヴァン、審査員、フェルナンド、カーター、インロン、シリル 他）
  - きかんしゃトーマス みんなあつまれ!しゅっぱつしんこう
  - きかんしゃトーマス 伝説の英雄
  - きかんしゃトーマス ミスティアイランド レスキュー大作戦!!
  - きかんしゃトーマス ディーゼル10の逆襲
  - きかんしゃトーマス ブルーマウンテンの謎
  - きかんしゃトーマス キング・オブ・ザ・レイルウェイ トーマスと失われた王冠
  - きかんしゃトーマス 探せ!!謎の海賊船と失われた宝物
  - きかんしゃトーマス 走れ!世界のなかまたち
  - きかんしゃトーマス Go!Go!地球まるごとアドベンチャー
  - きかんしゃトーマス チャオ!とんでうたってディスカバリー!!
- キャンプ・ラズロ（ラズロ）
- ごきげん ジミー!（ビージー）
- 最強武将伝 三国演義（馬護）
- ザ・バットマン（ファイアフライ）
- ズートピア（マンチャス）
- ティンカー・ベルシリーズ（クランク）
  - ティンカー・ベルと月の石
  - ティンカー・ベルと妖精の家
  - ピクシー・ホロウ・ゲームズ 妖精たちの祭典
- ティーン・タイタンズ（ブレイン、グナーク）
  - ティーン・タイタンズGO!（ブレイン）
- 天官賜福（上埋面）
- フォスターズ・ホーム（チーズ〈二代目〉）
- ペット・エイリアン（フリップ）
- ピクルスとピーナッツ（ミャート）
- プッカ（ファイヤ）
- プレーンズ（スパーキー）
  - プレーンズ2/ファイアー&レスキュー
- ホワット・イフ...?（フリン大佐）
- マーベル ロケットとグルート
- マペット・ベビー（アニマル）
- ミュータント タートルズ（ゼッド）
- ミラキュラス レディバグ&シャノワール（ローラン / ベーカリックス）
- モンキー・ラッシュ（大統領）
- モンスターズ・ワーク（ダンカン）
- 烈火澆愁

### 特撮
2007年
- 獣拳戦隊ゲキレンジャー（飛翔拳・臨獣クロウ拳ラスカの声）

2008年
- ケータイ捜査官7（フォンブレイバー7の声）

2011年
- ハイパーヨーヨー バーニング（ナレーション）

2012年
- ネット版 仮面ライダー×スーパー戦隊 スーパーヒーロー大変 〜犯人はダレだ?!〜（仮面ライダーWの声 他）

2014年
- 平成ライダー対昭和ライダー 仮面ライダー大戦 feat.スーパー戦隊

2015年
- スーパーヒーロー大戦GP 仮面ライダー3号（仮面ライダー2号の声 他）
- 烈車戦隊トッキュウジャー（ドールハウスシャドーの声）

### パチンコ・パチスロ
- 北斗の拳シリーズ（ケンシロウ）※ 初代、CR北斗の拳S除く

### ナレーション
- 吉田類の酒場放浪記（BS-TBS）
- おんな酒場放浪記（BS-TBS）
- ロート製薬「パンシロンAZ」CM[41]
- 働く車大全集（SKY PerfecTV!）
- 北斗の拳オンライン（PVのナレーション）
- ヨンぶんのイチじかん（2010年4月 - 2010年12月、テレビ埼玉 → 2011年1月-6月、TOKYO MX）
- 世界珍百景（NHK）
- ビターシュガー（NHK、解説放送ナレーション）
- ぴったんこカン・カン（TBS、「吉田羊の酒場放浪記」ナレーション）
- 団塊スタイル
- にっぽんの芸能
- ドームシネマ「ワイナリーには不思議がいっぱい！ 世界に羽ばたけ 山梨ワイン」（2021年 - 2022年[42][43]）
- 芸能きわみ堂（2023年4月7日 - 、NHK Eテレ）

### その他コンテンツ
- カートゥーン ネットワークスポットCM（チーズ）
- 日立 世界・ふしぎ発見!（ボイスオーバー）
- RESCUE〜特別高度救助隊（2009年、TBS） - 司令放送の声
- 明るい選挙推進協会DVD うるまでるびのGO!GO!選挙（ラクダッチ）
- 明るい選挙推進協会DVD うるまでるびのGO!GO!明るい社会（ラクダッチ）
- 魔法の映画はこうして生まれる〜ジョン・ラセターとディズニー・アニメーション〜（声の出演）
- 特別展 『ダブル・インパクト　明治ニッポンの美』（2015年4月4日-5月17日、東京芸術大学大学美術館。2015年6月6日-8月30日、名古屋ボストン美術館） - 日本代表源さん役
- NHKスペシャル「盗まれた最高機密 〜原爆・スパイ戦の真実〜」（声の出演）
- 妖姫のおとむらい オーディオブック（朗読＋男性キャラ[44]）
- BS世界のドキュメンタリー（ボイスオーバー）
  - 「バッド・インフルエンサー インスタ詐欺の顛末（てんまつ）」（ジャーナリストのリチャード・ギリエット）
  - 「プーチンと西側諸国 第1回 ロシアの“裏庭”で」（ラドスワフ・シコルスキ、フランソワ・オランド）

### シリーズ一覧
1. ↑  第1シリーズ（2002年）、第4シリーズ『BEAST』（2005年）
2. ↑  第1期（2002年 - 2003年）、第4期『ちゃあみんぐ』（2005年）
3. ↑  第1シリーズ（2004年 - 2005年）、第2シリーズ（2005年 - 2006年）、第4シリーズ（2008年）、第6シリーズ（2010年）
4. ↑  第1期（2005年）、第2期『それぞれの翼』（2006年）
5. ↑  第1期（2005年 - 2006年）、第2期『二籠』（2006年 - 2007年）
6. ↑  『きらりん☆レボリューション』（2006年）、『きらりん☆レボリューションSTAGE3』（2008年）
7. ↑  第1期（2006年 - 2007年）、第3期『銀魂ﾟ』（2015年）
8. ↑  第1期（2007年 - 2008年）、第2期『破戒録篇』（2011年）
9. ↑  第1期（2008年）、第2期『続 夏目友人帳』（2009年）、第4期『肆』（2012年）
10. ↑  第1期（2015年）、第2期『100』（2015年）
11. ↑  第1期（2018年）、第2期『SEASON2』（2021年）
12. ↑  『アレスの天秤』（2018年）、続編『オリオンの刻印』（2019年）
13. ↑  『劇場版 NARUTO -ナルト- ブラッド・プリズン』『劇場版 NARUTO -ナルト- 炎の中忍試験! ナルトVS木ノ葉丸!!』（2011年）
14. ↑  『実戦パチスロ必勝法! 北斗の拳シリーズ』（2004年）、『北斗の拳 (対戦型格闘ゲーム)』（2005年）、『審判の双蒼星 拳豪列伝』（2007年）、『LEGENDS ReVIVE』（2019年 - 2024年）
15. ↑  『Vol.1 再誕』『Vol.2 君想フ声』（2006年）